# Anders Dalsbro
Anders Dalsbro, född 1970 i Örebro, är redaktör för tidskriften Expo. 
Dalsbro används ofta i andra medier som referensperson i frågor om svensk högerextremism, bland annat av Sveriges Radio, Svenska Dagbladet och ETC. Dalsbro har även skrivit artiklar för Forum för levande historia och den engelska tidningen Searchlight.
2007 mottog Dalsbro ett stipendium på 25 000 kronor från Stiftelsen hela Sverige artister mot nazister för sitt arbete emot högerextremism.